# Luca Manfredi
Luca Manfredi (* 27. Dezember 1958 in Rom) ist ein italienischer Fernsehregisseur und Drehbuchautor.

## Leben
Der Sohn des Schauspielers Nino Manfredi besuchte ein naturwissenschaftliches Gymnasium und spezialisierte sich auf am „Istituto europeo di Design“ auf Werbetechnik. Für die RPA fotografierte und inszenierte er zahlreiche Spots, worunter die rund achtzig für Lavazza, in denen sein Vater spielte, am bekanntesten wurden. 1987 arbeitete er mit Luciano Emmer an einer Spielfilmepisode für Spessi und arbeitete vorübergehend für das Theater. Am „Eliseo“ der italienischen Hauptstadt inszenierte er Viva gli sposi.
1993 inszenierte er für das Kino einen Kurzfilm, der als Teil von Ottantametriquadri gezeigt wurde und für das Fernsehen einige Episoden der Reihe Un commissario a Roma. Mit Grazie di tutto legte er sein abendfüllendes Kinodebüt vor, das kommerziell recht erfolgreich war. Es folgte eine erfolgreiche Fernsehkarriere mit ansehnlich budgetierten Werken.
Für die erfolgreiche Fernsehserie Unter der Sonne Afrikas schrieb Manfredi das Drehbuch.

## Filmografie (Auswahl)
- 1999: Grazie di tutti
- 2009: Scusate il disturbo (Fernsehfilm)